# Xysticus hindusthanicus
Xysticus hindusthanicus is een spinnensoort uit de familie van de krabspinnen (Thomisidae).
De wetenschappelijke naam van de soort werd in 1965 gepubliceerd door B.D. Basu.